# Васютіно (Бабаєвський район)
Васютіно — присілок в Бабаєвському районі Вологодської області (Росія).

## Загальні відомості
Входить до складу Борисовського сільського поселення (з 1 січня 2006 року по 13 квітня 2009 року входила в Новостаринське сільське поселення).
Відстань по автодорозі до районного центру Бабаєво — 76 км, до центру муніципального утворення села Борисово-Судське по прямій — 7 км. Найближчі населені пункти — с. Івановська, с. Костіно, с. Ніконово. Станом на 2002 рік проживало 6 чоловік.